# 紅星作業系統
紅星作業系統（朝鲜语： Pulgŭnbyŏl）是基於Linux的作業系統，2002年由朝鮮電腦研究中心研發，北韓官方以它來取代Microsoft Windows。2013年夏推出3.0版，但直到2014年2.5版本使用率仍更多，2019年推出4.0版。仅有朝鲜语版本。

## 系統簡述
2006年後北韓報章開始報導許多紅星作業系統的消息，但外界難以知道其在Linux基礎上做了多少修改，還是只修改了外觀界面。直到2010年有北韓留學俄羅斯的學生攜出了2.0原版光碟，外界才正式流傳，2.0版由兩片650百萬位元組光碟組成，一片是主系統，一片是軟體應用，啟動後日期是主體曆，開機音樂是民謠阿里郎。外包裝有設定指導手冊，開頭為「根據偉大領導者金正日同志多次蒞臨指導，我國要有獨立作業系統......」韩国科学技术研究院STEPI分析認為，該系統比國際水準落後約10年並在其中發現了HP LaserJet 1000印表機的驅動程式。
2013年後3.0版流出，桌面改為Mac OS X濃厚風格，光碟改為DVD，運作要求是Pentium III 800百萬赫茲以上，記憶體512百萬位元組。
採用经过修改的KDE 3.x桌面系統，紅星OS搭載了修改過的Firefox瀏覽器，名為Naenara（我的国家）。這個瀏覽器可以連線到北韓內部網路光明网。其他軟體還有文字編輯器、電子郵件收件程式、音樂與影片播放器，以及幾款遊戲。

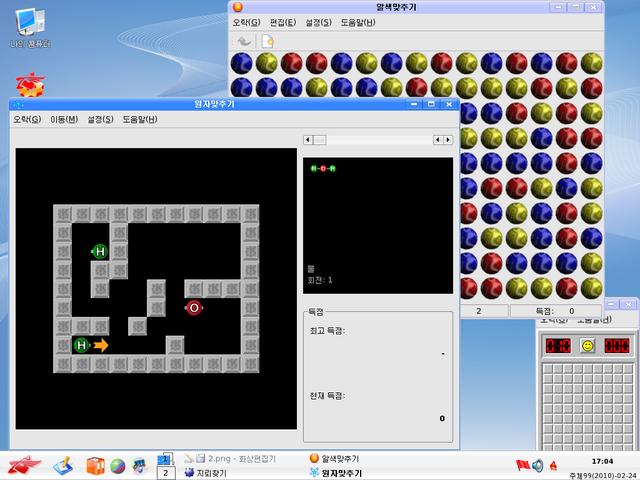
2.0版內建遊戲

## 有关研究
在德國舉行的第32屆混沌通讯大会上，研究員弗洛里安·格鲁诺和尼克劳斯·席斯報告了他們在紅星作業系統的發現。他們發現紅星作業系統的Linux內核版本為2.6.38，可能基於Fedora 11開發。格鲁诺表示，作為全面的作業系統，其控制大部分代碼。紅星作業系統內置防毒軟體，但该軟體實際監視的內容可能與關鍵詞過濾有關。系統使用了白名單控制用戶能訪問的網站，瀏覽器內只有朝鮮本國的根證書。系統會給與電腦連接的驅動器上的每個文件加上水印，使得其能夠據此追溯至個人用戶。格鲁诺警告稱：“這是對隱私的絕對侵犯，並且對用戶不透明。它在不知不覺中進行，甚至是你沒有打開過的文件。”
此外，系統包含了防止通過技術手段以繞過限制條件的功能，即在內核安裝了若干個用於保護系統檔案和監視程式的內核模組。研究人員稱：“紅星操作系統讓篡改變得非常困難，如果用戶對核心功能進行了任何更改——比如試圖禁用反病毒檢查或防火牆——電腦就會顯示錯誤訊息，或者重新啟動。”
该系统的目录结构亦与正常的Linux发行版略有不同，如用户的主目录位于/Users而非/home下，应用程序位于/Applications中。